# Lophostica minor
Lophostica minor là một loài nhện trong họ Salticidae.
Loài này thuộc chi Lophostica. Lophostica minor được Ledoux miêu tả năm 2007.